# Восьмая поправка к Конституции США

Официальный текст Билля о правах

Восьмая   поправка к Конституции США запрещает чрезмерные залоги и штрафы, жестокие и необычные наказания. Является частью Билля о правах.
Как и другие поправки, составляющие Билль о правах, она была внесена в конгресс 5 сентября 1789 года и ратифицирована необходимым количеством штатов 15 декабря 1791 года.

## Текст
Не должны требоваться чрезмерные залоги или налагаться чрезмерные штрафы, либо назначаться жестокие и необычные наказания.

## Решения ВС США о толковании поправки
- Фрэнсис против Ресвебера
- Фурман против Джорджии
- Роупер против Симмонса